# Сентрал (футбольний клуб, Тринідад і Тобаго)
«Сентрал» (англ. Central Football Club) — футбольний клуб Тринідаду і Тобаго з міста Кува, який заснований у 2012 році, та став 21-ю командою, яка виступала у ТТ Про-лізі. Домашні матчі проводить на стадіоні «Хейслі Кроуфорд» у Порт-оф-Спейні.

## Історія
Футбольний клуб «Сентрал» був заснований у липні 2012 року з бажанням стати клубом із високими досягненнями на полі та активною позицією у місцевій громаді. У першому сезоні клубу створено 12 проєктів, спрямованих на популяризацію футболу в місцевій громаді. Колишній гравець збірної Тринідаду і Тобаго з футболу Брент Санчо був головним виконавчим директором клубу.
13 серпня 2012 року колишній гравець лондонського «Арсеналу» і збірної Англії Грем Рікс був призначений першим тренером клубу в його першому сезоні Про Ліги. Однак Рікс пішов у відставку лише через 5 місяців і повернувся до рідної Англії, клуб призначив головним тренером колишнього тренера клубу «Сан-Хуан Джаблоті» і гравця збірної Англії Террі Фенвіка.

## Досягнення

### Національні
- Чемпіон Тринідаду і Тобаго (3): 2014—2015, 2015—2016, 2016—2017
- Фіналіст Кубка Тринідаду і Тобаго (2): 2012—2013, 2013—2014
- Володар Кубка Ліги Тринідаду і Тобаго (2): 2013, 2014
- Володар Trinidad and Tobago Goal Shield (1): 2014

### Міжнародні турніри
- Переможець чемпіонаті Карибського футбольного союзу (2): 2015, 2016

## Відомі футболісти
- Акель Кларк
- Роберт Прімус
- Ентоні Вулф
- Віліс Плаза

## Тренери
- Грем Рікс (2012)
- Террі Фенвік (2013—2014)
- Зоран Вранеш (2014—2015)
- Дейл Сондерс (2016—2017)
- Стерн Джон (2017—2020)
- Рендольф Бойс (2023—)